# (10189) Normanrockwell
(10189) Normanrockwell est un astéroïde de la ceinture principale.

## Description
(10189) Normanrockwell est un astéroïde de la ceinture principale. Il fut découvert le 15 mai 1996 à Kitt Peak par le projet Spacewatch. Il présente une orbite caractérisée par un demi-grand axe de 2,67 UA, une excentricité de 0,09 et une inclinaison de 8,0° par rapport à l'écliptique.

## Compléments